# Лутицкий (Брянская область)
Лутицкий — опустевший поселок в Севском районе Брянской области в составе Подлесно-Новосельского сельского поселения.

## География
Находится в юго-восточной части Брянской области на расстоянии приблизительно 21 км запад-юго-запад по прямой от районного центра города Севск.

## История
Упоминается с 1920-х годов. В середине XX века работал одноименный колхоз. На карте 1941 года отмечен был как поселение с 37 дворами.

## Население
Численность населения: 173 человека (1926 год), 2 (русские 100 %) в 2002 году, 0 в 2010.